# Trupanea sandoana
Trupanea sandoana är en tvåvingeart som först beskrevs av Munro 1938.  Trupanea sandoana ingår i släktet Trupanea och familjen borrflugor. Inga underarter finns listade i Catalogue of Life.